# Fraticelli
Os fraticelli ("irmãozinhos" em italiano) ou Espirituais Franciscanos, às vezes confusamente chamados de fratricelli, foram grupos católicos medievais que poderiam traçar suas origens até os Frades Menores, mas que vieram a existir como uma entidade separada. Entende-se como "fraticelli", os frades franciscanos que viviam em partes da Itália ou de Provença, que nos séculos XIV e XV, repudiaram a autoridade dos seus superiores e da hierarquia da Igreja, por serem extremos proponentes das ideias de São Francisco de Assis, especialmente no que diz respeito à pobreza (vide: Questão da Pobreza Apostólica), e consideravam a riqueza da Igreja como escandalosa, condenando a propriedade privada e a maldade da vida material.
Foram primeiramente condenados pela bula papal Sancta Romana, 30 de dezembro de 1317, sendo considerados hereges se baseando em um decreto promulgado pelo Papa Bonifácio VIII. O termo foi usado pelo Papa João XXII nessa bula, que definiu os franciscanos dissidentes como "Fraticelli" ou "bizocchi". Em 1318, João XXII finalmente excomunga os fraticelli, na bula Gloriosam ecclesiam, se baseando em 5 pontos defendidos por estes:
1. Declaravam a Igreja Católica como uma entidade carnal e corrupta, enquanto proclamavam a si mesmos como espirituais;
2. Negavam ao Pontífice romano todo poder e jurisdição;
3. Proibiam fazer um juramento;
4. Ensinavam que os sacerdotes em estado de pecado não podiam conferir os sacramentos (donatismo);
5. Afirmavam que somente eles eram os verdadeiros observadores dos Evangelhos.[1]

Miguel de Cesena, discípulo de Peter Olivi, é considerado um dos principais líderes do movimento.
Os chamados grupos "apostólicos" (também conhecidos como pseudo-apóstolos ou irmãos apostólicos) também hereges famosos medievais, não são considerados fraticelli, uma vez que a admissão à Ordem de São Francisco foi expressamente negada a seu fundador, Gerard Segarelli. Porém por vezes, a expressão fraticelli, é aplicada a todos esses grupos, por possuírem ideias semelhantes.
No romance O Nome da Rosa, de Umberto Eco, é definida uma visão contrária às perseguições contra os fraticelli.